# Marcellus Sarmento
Marcellus Sarmento (Rio de Janeiro, 17 de fevereiro de 1988) é um jogador de basquetebol brasileiro que atua como ala-armador. Atualmente joga pelo Vasco da Gama.

## Carreira
1. 2009 - Campeão da Liga Sul-Americana pelo Clube de Regatas do Flamengo
2. 2009 - Convocado para a Seleção Brasileira do Desporto universitário (CBDU)
3. 2009 - Campeão dos Jogos Universitários - JUBS 2009 pela Universidade Castelo Branco
4. 2010 - 3º Colocado do Campeonato Mundial Militar realizado na Coréia do Sul
5. 2011 - Convocado pela Confederação Brasileira do Desporto Universitário  - CBDU para participar da 26º Universíade de Verão 2011
6. 2011 - Vice-Campeão Carioca pelo Tijuca Tênis Clube
7. 2010/2011 - Campeão da Super Copa Brasil pelo Tijuca Tênis Clube
8. 2011/2012 - Participação no NBB pelo Tijuca Tênis Clube
9. 2012/2013 - Participação no NBB pelo Tijuca Tênis Clube
10. 2012 - Vice-Campeão Carioca pelo Tijuca Tênis Clube
11. 2013 - Participação do Desafio de Habilidades do Jogo das Estrelas em Brasília
12. 2014 - Campeão da Copa Brasil pelo CEUB - Brasília
13. 2014 - Campeão do Torneio Carioca de Basquete pelo Vasco da Gama
14. 2014 - Vice-Campeão do World Tour 3 x 3 - Etapa Rio
15. 2014 - Participação no World Tour Final no Japão
16. 2015 - Campeão do Mundialito de Basquete 3 x 3
17. 2016 - Campeão da Liga Ouro pelo Vasco da Gama

## Outras Informações
- 2009 - Premiado no evento "Celebração dos Melhores do Ano da CBDU como o melhor jogador de basquete no ano de 2009
- Recordes pessoas pelo NBB: 25 pontos (2 vezes) - 8 rebotes (2 vezes) 7 assistências.

## Informações Pessoais
- Nome Completo: Marcellus Sarmento Camara da Silva
- Data de Nascimento: Rio de Janeiro, 17 de fevereiro de 1988
- Altura: 1,86
- Peso: 90 kg

## Curiosidades
- Marcellus iniciu sua carreira aos 12 anos no Vasco da Gama em 2000 e jogou até o ano de 2006, sendo campeão em diversas categorias.
- Na categoria de base foi convocado diversas vezes para seleção do Rio de Janeiro.
- Em 2006 foi medalha de bronze com a seleção brasileira na Copa América em San Antonio  - EUA (sub 19)
- Teve grande desempenho no basquete 3 x 3, sendo campeão do Mundialito realizado no Rio de janeiro, em 2015.

## Informações no Clube
- Clube Atual: Clube de Regatas Vasco da Gama
- Número: 11
- Posição: Ala-armador